# AFF-Era Filmowa
AFF-Era Filmowa – organizowany przez Pałac Młodzieży w Bydgoszczy przegląd filmowy o charakterze edukacyjnym, odbywający w pierwszym tygodniu ferii zimowych w województwie kujawsko-pomorskim. Pierwsza edycja festiwalu odbyła się w 1984 roku. Honorowym patronem przeglądu jest przewodniczący Polskiego Komitetu ds UNESCO oraz prezydent Bydgoszczy.
Każda odsłona imprezy podporządkowana jest zmieniającemu się kluczowi tematycznemu. Repertuar filmów odnosi się do omawianego obszaru historii kina.